# Cuddington, Surrey
Cuddington var en civil parish fram till 1974, i distriktet Epsom and Ewell, i grevskapet Surrey, i England. Civil parish hade 11 433 invånare år 1951. Byar nämndes i Domedagsboken (Domesday Book) år 1086, och kallades då Codintone.